# Aeropuerto Temindung
El Aeropuerto Temindung fue el aeropuerto de Samarinda de 1974. Fue conocido oficialmente como el Aeropuerto de Samarinda.
Con numerosas y edificios al sur, los aterrizajes en el aeropuerto eran dramáticos y altamente demandantes para los pilotos. El aeropuerto fue la base de las aerolíneas Kaltim Airlines, DAS y Kurakura Aviation.

## Situación geográfica
El aeropuerto se localizaba al oeste de la Pelita en Sei Pinang, Samarinda. Temindung contaba con una sola pista, la 04/22, orientada suroeste/noreste. La pista contaba con 1160 m de longitud. Los edificios se alzaban nueve pisos justo en el extremo sur de la pista.

## Operaciones

### Terminales e instalaciones
El aeropuerto consistía de un edificio linear que hacía de terminal de pasajeros junto con un parqueadero en la parque delantero del mismo. Debido a la falta de espacio, los tanques de gasolina se ubicaban entre la terminal de pasajeros y las instalaciones de mantenimiento (hangares) del aeropuerto.

## Peligros
1. La pista del aeropuerto es estrecha y corta. 
 
2. La pista empieza y termina en la poblada ciudad.
 
3. Aterroriza a los pasajeros y quita las ganas de volar.